# Jason Thompson
Jason Carlton Thompson (Mount Laurel Township, New Jersey, 21. srpnja 1986.) američki je profesionalni košarkaš. Igra na poziciji krilnog centra, a trenutačno je član NBA momčadi Sacramento Kingsa. Izabran je u 1. krugu (12. ukupno) NBA drafta 2008. od strane istoimene momčadi. 

## Sveučilište
Thompson je predvodio srednju školu Lenape High School do državnog naslova New Jersey Group IV 2004. godine. Jedan je od trojice igrača (ostala dvojica su Kevin Durant i Nick Fazekas) koji su u NCAA sezoni 2006./07. u prosjeku postizala najmanje 20 poena i 10 skokova po utakmici. Tijekom posljednje sveučilišne sezone u prosjeku je postizao 20.4 poena, 12.1 skok, 2.7 blokada i 1.1 ukradenu loptu po utakmici. Thomposn je protiv koledža Marist odigrao najbolju utakmicu sezone. Ubacio je 32 poena i sakupio 18 skokova. Sveučilišnu karijeru završio je kao drugi najbolji strijelac u povijesti NCAA prvenstva s 2 040 poena. 

## NBA
Izabran je kao dvanaesti izbor NBA drafta 2008. od strane Sacramento Kingsa. Na T-Mobile Ljetnoj NBA ligi u Las Vegasu 2008. godine odigrao je svih pet utakmica i u prosjeku postizao 16.2 poena 8.6 skokova po utakmici. U novoj i mladoj momčadi Kingsa nametnuo se kao startni krilni centar i ukupno odigrao svih 82 utakmice regularnog dijela sezone. U rookie sezoni u prosjeku je postizao 11.1 poen, 7.4 skokova i 1.1 asistenciju po utakmici. 

## NBA statistika

### Regularni dio
| Godina    | Klub       | Odig. uta. | Uta. poč. | Min. | 2P%  | 3P%  | Sl. bac.% | Skok. | Asist. | Ukr. lop. | Blok. | Poena |
| --------- | ---------- | ---------- | --------- | ---- | ---- | ---- | --------- | ----- | ------ | --------- | ----- | ----- |
| 2008./09. | Sacramento | 82         | 56        | 28.1 | .497 | .000 | .692      | 7.4   | 1.1    | .6        | .7    | 11.1  |
| Ukupno    |            | 82         | 56        | 28.1 | .497 | .000 | .692      | 7.4   | 1.1    | .6        | .7    | 11.1  |

## Vanjske poveznice
- Profil na NBA.com
- Profil na Yahoo!
- Profil  Arhivirana inačica izvorne stranice od 17. veljače 2009. (Wayback Machine) na DraftExpress.com